# یک رؤیا (ترانه کامن)
«یک رویا» (به انگلیسی: A Dream) تک‌آهنگی از کامن است که سال ۲۰۰۶ در آلبوم نویسندگان آزادی منتشر شد. تهیه‌کنندگی و همخوانی ترانه‌های آلبوم را ویل.آی.ام بر عهده داشت.